# Karim Abdel Gawad
Karim Abdel Gawad (arabisch كريم عبد الجواد; * 30. Juli 1991 in Alexandria) ist ein ägyptischer Squashspieler.

## Karriere
Karim Abdel Gawad begann seine professionelle Karriere im Jahr 2008 und gewann bislang 30 Turniere auf der PSA World Tour. Seine höchste Platzierung in der Weltrangliste erreichte er mit Rang eins im Mai 2017. Bereits in seiner Zeit bei den Junioren feierte er größere Erfolge. So gewann er unter anderem einen Titel der British Junior Open.
Sein zunächst größter Erfolg war der Titelgewinn beim Al Ahram International 2016 vor den Pyramiden von Gizeh, einem Turnier der Kategorie PSA 100. Bei der kurz darauf folgenden Weltmeisterschaft gewann Gawad den Titel. Nach seinem Sieg im Halbfinale gegen den Weltranglistenführenden Mohamed Elshorbagy setzte er sich im Endspiel gegen Ramy Ashour durch, der im vierten Satz verletzungsbedingt aufgeben musste. Nur eine Woche später gewann nach einem Finalsieg gegen Mohamed Elshorbagy die Qatar Classic und damit seinen ersten Titel der PSA World Series. In der Weltrangliste erreichte er nach seinem Weltmeistertitel zunächst den dritten Platz, ehe er nach den Qatar Classic im Dezember erstmals auf Rang zwei notiert war. Zum 1. Mai 2017 eroberte er schließlich die Führung in der Weltrangliste. 2017 nahm er mit der ägyptischen Nationalmannschaft an der Weltmeisterschaft teil und gewann mit ihr den Titel. Im Finale gegen England brachte er mit seinem Sieg gegen Nick Matthew in der Auftaktpartie Ägypten in Führung. Im Juni 2019 gewann er nach einem Finalsieg gegen Mohamed Abouelghar die PSA World Tour Finals. Ende 2019 verteidigte er mit der ägyptischen Nationalmannschaft den Titel bei der Weltmeisterschaft. Ein weiterer Titelerfolg kam bei den Weltmeisterschaften 2024 hinzu.
Nach einer mehrmonatigen Pause aufgrund einer Fußverletzung, bei der er sieben Monate zum Teil auf den Rollstuhl angewiesen war, gewann er im März 2023 die Optasia Championships. Bei der Anfang Mai 2023 durchgeführten Weltmeisterschaft erreichte er unter anderem nach Siegen gegen Diego Elías und Mohamed Elshorbagy das Endspiel, in dem er Ali Farag unterlag.

## Erfolge
- Weltmeister: 2016
- Weltmeister mit der Mannschaft: 3 Titel (2017, 2019, 2024)
- Gewonnene PSA-Titel: 30
- 1 Monat Weltranglistenerster